# Bengálské písmo
Bengálské písmo (bengálsky বাংলা হরফ, bangla horof, বাংলা লিপি, bangla lipi) je písmo používané pro několik indoárijských jazyků, zejména bengálštinu a ásámštinu. V upravené podobě slouží i pro další jazyky severovýchodní Indie. Některé z nich patří do jiných jazykových rodin, např. sinotibetské nebo mundské. V minulosti se také používalo pro zápis sanskrtských textů, které vznikly v této oblasti. Bengálské písmo se řadí mezi tzv. abugidy, což znamená, že samohlásky se obvykle nepíšou jako samostatná písmena, ale jako diakritická znaménka u znaků pro souhlásky. Píše se zleva doprava a nerozlišuje velká a malá písmena. Jeho výrazným rysem je vodorovná linka, která spojuje písmena podél jejich horního okraje. Tuto vlastnost mají ještě příbuzná písma dévanágarí (používané pro hindštinu, maráthštinu a nepálštinu) a gurmukhí (používané pro paňdžábštinu).
Vzhledem k velké populaci gramotných mluvčích bengálštiny je bengálské písmo jedním z nejpoužívanějších písem na světě.

## Historie
Bengálské písmo se vyvinulo z písma siddham, které patří do rodiny písem odvozených z bráhmí, spolu s většinou písem používaných na Indickém subkontinentu. Výslovnost některých znaků se v jednotlivých jazycích, které bengálské písmo používají, liší. Kromě toho existují i jisté typografické rozdíly mezi písmem používaným pro ásámštinu, manipurštinu a maithilštinu, a mezi písmem používaným pro bengálštinu a ostatní jazyky.
Příklad:
- Znak ক্ষ (ásámsky khyô, bengálsky khio) se v ásámštině považuje za samostatné písmeno (ক্ষ <khyô>), zatímco v bengálštině se považuje za spřežku (ক্‌+ষ <kṣô>). V obou jazycích funguje jako খ্য <khy>.
- rô se v bengálštině píše র, v ásámštině ৰ, v manipurštině a maithilštině se používají obě varianty.
- Ásámština má navíc písmeno ৱ, které se čte wô. Bengálština, která nerozlišuje B a V, ho nemá.

Bengálské písmo se původně nespojovalo s žádným konkrétním jazykem, ale často se používalo ve východních oblastech středověké Indie. Zpočátku se používalo pro zápis sanskrtu. Hinduistické eposy včetně Mahábháraty a Rámájany se v této oblasti přepisovaly písmem mithilakshar/tirhuta. Na konci středověku přestal být sanskrt jediným psaným jazykem. Na scénu vstoupil jazyk páli a posléze lidové jazyky, které dnes známe jako maithilštinu, bengálštinu a ásámštinu. Za vlády Britské Východoindické společnosti bylo písmo standardizováno Išvarem Čandrou.